# Aegidae
Aegidae (лат.) — семейство равноногих ракообразных из подотряда Cymothoida. Встречаются в морской, солоноватой и пресной воде. Представители семейства прикрепляются к крупным морским организмам (в основном к рыбам) и питаются их тканями, кровью или поверхностными выделениями. Они отличаются от членов семейства Cirolanidae тем, что имеют только три пары крючкообразных переоподов, тогда как у Cirolanidae все семь пар переоподов крючкообразные. Встречаются во всех океанах от тропических до полярных вод обоих полушарий на глубине от 0 до 4600 метров.
На март 2025 семейство включает 8 родов:
- Aega Leach, 1816
- Aegapheles Bruce, 2009
- Aegiochus Bovallius, 1885
- Alitropus H. Milne Edwards, 1840
- Epulaega Bruce, 2009
- Rocinela Leach, 1818
- Syscenus Harger, 1880
- Xenuraega Tattersall, 1909